# Czas apokalipsy (zdjęcie)
Czas Apokalipsy – fotografia Chrisa Niedenthala, wykonana z ukrycia w Warszawie w drugim dniu stanu wojennego, 14 grudnia 1981. Zdjęcie przewiezione na Zachód, opublikowane w Niemczech, stało się jedną z najbardziej znanych ikon stanu wojennego.

## Opis zdjęcia
Fotografia została wykonana w kolorze, choć dominuje biel i czerń. Na pierwszym planie stoi transporter opancerzony SKOT, przy nim jest kilku żołnierzy. Po prawej, ażurowy słup trakcyjny. W tle znajduje się ciemne wejście główne do kina Moskwa przy ul. Puławskiej w Warszawie. Nad wejściem widnieje nazwa kina i wielki niebieski napis z tytułem aktualnie wyświetlanego filmu Francisa Forda Coppoli Czas apokalipsy. Przed kinem, po lewej, drzewa z gałęziami bez liści, na ziemi leży warstwa śniegu.

## Okoliczności
Chris Niedenthal po raz pierwszy przyjechał do Polski w roku 1973 w wieku 22 lat jako niedoświadczony fotograf. 14 grudnia 1981 wraz z korespondentem amerykańskiego tygodnika „Time” przejeżdżał ulicą Rakowiecką i widząc, co się dzieje, pierwsze zdjęcia obaj wykonali z samochodu. Fotografowanie z ulicy było niemożliwe, gdyż w pobliżu znajdowały się budynki Ministerstwa Spraw Wewnętrznych i fotografującym realnie groziło zatrzymanie.
O dalszych okolicznościach powstania tej fotografii opowiada jej autor, Chris Niedenthal. Po pierwsze nie wolno było robić zdjęć, pokazać się na ulicy z aparatem. Trzeba było się chować. Wówczas jechałem Rakowiecką i już wtedy chciałem zrobić to zdjęcie z auta. Na rogu stał żołnierz i kierował ruchem. Czułem, że to zdjęcie już dobrze się „kroi”. Potem skręciłem w prawo, w Puławską i zobaczyłem dopiero ten SKOT, i zrozumiałem, że trzeba zrobić je z góry, nie z ulicy. Znalazłem wejście do budynku. Nie pukałem jednak do drzwi nieznajomych osób, bałem się, bo przecież nie wiadomo, kto by mi otworzył. Zdjęcie zostało zrobione z wnętrza kamienicy, w pośpiechu i strachu, że odbicie światła od obiektywu zaniepokoi jakiegoś żołnierza. Gdy Niedenthal z kolegą szli do kamienicy, z wnętrza której mieli robić zdjęcia, w samochodzie uruchomił się alarm. Powstały hałas nie zwrócił jednak niczyjej uwagi, mimo że był słyszany do momentu, kiedy dziennikarze wrócili do auta.
Niedenthal niezwłocznie podjął starania, aby dostarczyć błonę fotograficzną ze zdjęciem do redakcji Newsweeka w Berlinie Zachodnim. Tego samego dnia, przed godziną milicyjną, przekazał na dworcu kolejowym opakowanie z błoną filmową przypadkowemu kurierowi – nieznanemu niemieckiemu studentowi, któremu fotograf później publicznie dziękował. Zdjęcie ukazało się po raz pierwszy w druku w Berlinie, po wyretuszowaniu nazwy kina i w małym formacie, co osłabiło przekaz.

## W kulturze
Zdjęcie to pojawiło się na okładkach książek historycznych. W książce Wydawnictwa Alfa z 1989 autorstwa Gabriela Mérétika Noc Generała oraz w 2006 w książce Andrzeja Paczkowskiego Wojna polsko-jaruzelska.